# Nada Jurković
Nada Jurković (Tuzla, 27. kolovoza 1928. – Zagreb, 7. travnja 2001.), hrvatska kemijska inženjerka, stručnjakinja za prehranu

## Životopis
Rodila se u Tuzli. U rodnom gradu završila gimnaziju 1947. Na zagrebačkome Tehničkom fakultetu diplomirala kemiju. Radila na Tehnološkom fakultetu od 1972. kao predavačica. Na istoj ustanovi doktorirala 1974. tezom Prilog poznavanju i određivanju kiselosti pšenice i njenih mlinskih proizvoda na našem tržištu. Od 1975. je na istoj ustanovi docenticom, od 1978. izvanredna profesorica. Od 1979. njen se fakultet osamostalio kao Prehrambeno-biotehnološki fakultet. Od 1983. do mirovine je ondje redovita profesorica. Predavala je kemiju i analizu namirnica te razne kolegije iz područja hrane i prehrane. Poslije umirovljenja osnovala je 1984. na svom fakultetu smjer nutricionizam, jedini takvi u Hrvatskoj. Napisala Mikroskopsko istraživanje namirnica biljnog podrijetla.